# Método de Ponchon-Savarit
El método de Ponchon-Savarit es un método gráfico que se emplea en química y en ingeniería química para calcular el número de platos en una columna de destilación fraccionada binaria (rectificación). Se considera como un método gráfico riguroso debido al uso de las entalpías para la construcción de sus diagramas de equilibrio.